# Schoenia cassiniana
Schoenia cassiniana là một loài thực vật có hoa trong họ Cúc. Loài này được (Gaudich.) Steetz miêu tả khoa học đầu tiên năm 1845.